# Schoolbel
Een schoolbel is een signaalinstrument in een school waarmee leerlingen, studenten alsmede docenten eraan herinnerd worden wanneer de lessen beginnen en eindigen.
Het signaal kan gegeven worden door een al dan niet elektrisch aangedreven bel. Tegenwoordig echter wordt vooral gebruikgemaakt van een geluidssignaal via de intercom.
De schoolbel gaat op basisscholen aan het begin en aan het einde van de schooldag of dagdeel. Op middelbare scholen klinkt het signaal voor en na ieder lesuur.
In sommige gevallen gaat de bel twee keer binnen een paar minuten. De eerste bel geeft dan aan wanneer de leerlingen zich naar de leslokalen moeten begeven en de tweede bel wanneer zij zich in het lokaal moeten bevinden zodat de les kan beginnen.